# Hans Deiker
Hans Deiker, né le 21 novembre 1876 à Düsseldorf et mort le 12 février 1945 à Rostock, est un peintre allemand, connu surtout comme peintre paysagiste.

## Biographie

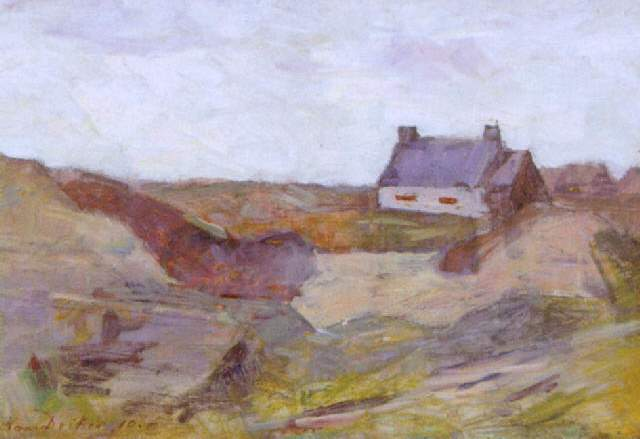
Paysage de Bretagne (1910, collection privée)

Deiker appartient à une famille de peintres. Son grand-père, Friedrich Deiker, était professeur de dessin au lycée de Wetzlar. Son père, Johannes Deiker était peintre du prince von Solms-Braunfels et réputé pour ses scènes de chasse. Son oncle, Carl Friedrich Deiker, était un peintre animalier.
Hans Deiker étudie à l'académie d'art de Düsseldorf de 1894 à 1900. Il peint surtout des paysages dont beaucoup  décrivent la lande de Lunebourg. Après un voyage d'études à Paris en 1909-1910, il expose ses toiles.
Il a peint aussi des paysages de Bretagne et de Hollande qu'il a visitées, ainsi que des vues de Rome et de la Campanie.

## Source
- (de) Cet article est partiellement ou en totalité issu de l’article de Wikipédia en allemand intitulé « Hans Deiker » (voir la liste des auteurs).